# Charita Sobotka
Charita Sobotka (dříve Oblastní charita Sobotka) je nezisková humanitární organizace se sídlem v Sobotce, církevní právnická osoba, součást římskokatolické církve. Byla  zřízena  litoměřickým biskupem Josefem Kouklem 30. března 1992 a je zaregistrována u Ministerstva kultury ČR. Je součástí Charity Česká republika a přímo řízena Diecézní charitou v Litoměřicích. V roce 2021 byla přejmenována odstraněním jednoho slova.

## Poslání
Posláním  charity je služba bližnímu v nouzi,  která  vychází  z křesťanských zásad bez ohledu na jeho příslušnost k rase, národnosti, náboženství, státní a politickou příslušnost.

## Sociální služby
Charita Sobotka provozuje několik sociálních služeb, které jsou určeny různým cílovým skupinám. Patří mezi ně mj. charitní pečovatelská služba nebo Domov pokojného stáří v Libošovicích.